# Левицький Андрій Іванович
Леви́цький Андрі́й Іва́нович — майор Збройних сил України. Учасник російсько-української війни.

## З життєпису
Народився у селі Підберізці Львівської обл. У 2007 році закінчив Воскресинцівський НВК у селі Воскресинці Рогатинського району Івано-Франківської області. У 2009 закінчив середню ЗОШ І-ІІІ ступеня у селі Підберізці Пустомитівського району Львівської області. У 2013 році закінчив Академію сухопутних військ імені гетьмана Петра Сагайдачного за спеціальністю ‘‘Управління діями підрозділів танкових військ’’. У 2018 році здобув кваліфікацію: ступінь вищої освіти магістр спеціальність ‘‘Публічне управління та адміністрування’’ спеціалізація ‘‘Адміністративний менеджмент’’ у Національному університеті ‘‘Львівська політехніка’’.

### Проходження військової служби
- 2013 р. - 2018 р. -  проходження військової служби у 24-тій окремій механізованій бригаді;
  - Бої за Ямпіль та Закітне;
  - Бої за Сіверськ;
  - Бої за Золотарівку;
  - Участь у звільнені Лисичанська;
  - Участь у боях із зайняттям Волнухине, Георгіївна, Лутугине, Новосвітлівка;
  - Оборона 31-го блокпоста.
- 2019 р. - по т.ч. - проходження військової служби у Яворівському військовому полігоні.

## Нагороди
За особливі заслуги у захисті державного суверенітету, територіальної цілісності, у зміцненні обороноздатності та безпеки України нагороджений ‘‘Орденом Богдана Хмельницького’’ III ступеня.
За значний особистий внесок у справу розбудови, розвитку та забезпечення життєдіяльності Збройних Сил України, досягнення високих показників у військовій діяльності, бездоганну сумлінну службу нагороджений Нагрудним знаком ‘‘Знак пошани’’.